# 幌延深地層研究センター
幌延深地層研究センター（ほろのべしんちそうけんきゅうセンター、英: Horonobe Underground Research Center）は、北海道天塩郡幌延町に所在し、日本原子力研究開発機構 (JAEA) が管理運営する、地下350m以上の深さへの放射性廃棄物の地層処分に関する研究を行う施設。北海道及び幌延町との間で、本施設に放射性廃棄物が持ち込まれることはなく、処分場とすることもないとする協定を締結している。
また、本施設内に併設されている「ゆめ地創館」、「地層処分実規模試験施設」、および幌延町役場近くに立地する「幌延深地層研究センター 国際交流施設」についても本記事で扱う。

## 施設概要
日本海から約14kmの内陸に位置し、宗谷本線幌延駅からは東北東に直線距離で3kmほど離れた北海道道121号稚内幌延線沿いにある。研究管理棟・試験棟・PR施設「ゆめ地創館」などからなる地上施設、東立坑・西立坑・換気立坑と排水処理設備からなる地下施設、および掘削土置場で構成される。

### 地上施設
研究管理棟には、従業員の居室、会議室、緊急対策室等が置かれている。試験棟では、ボーリングコアの分析などを行っている。

### ゆめ地創館

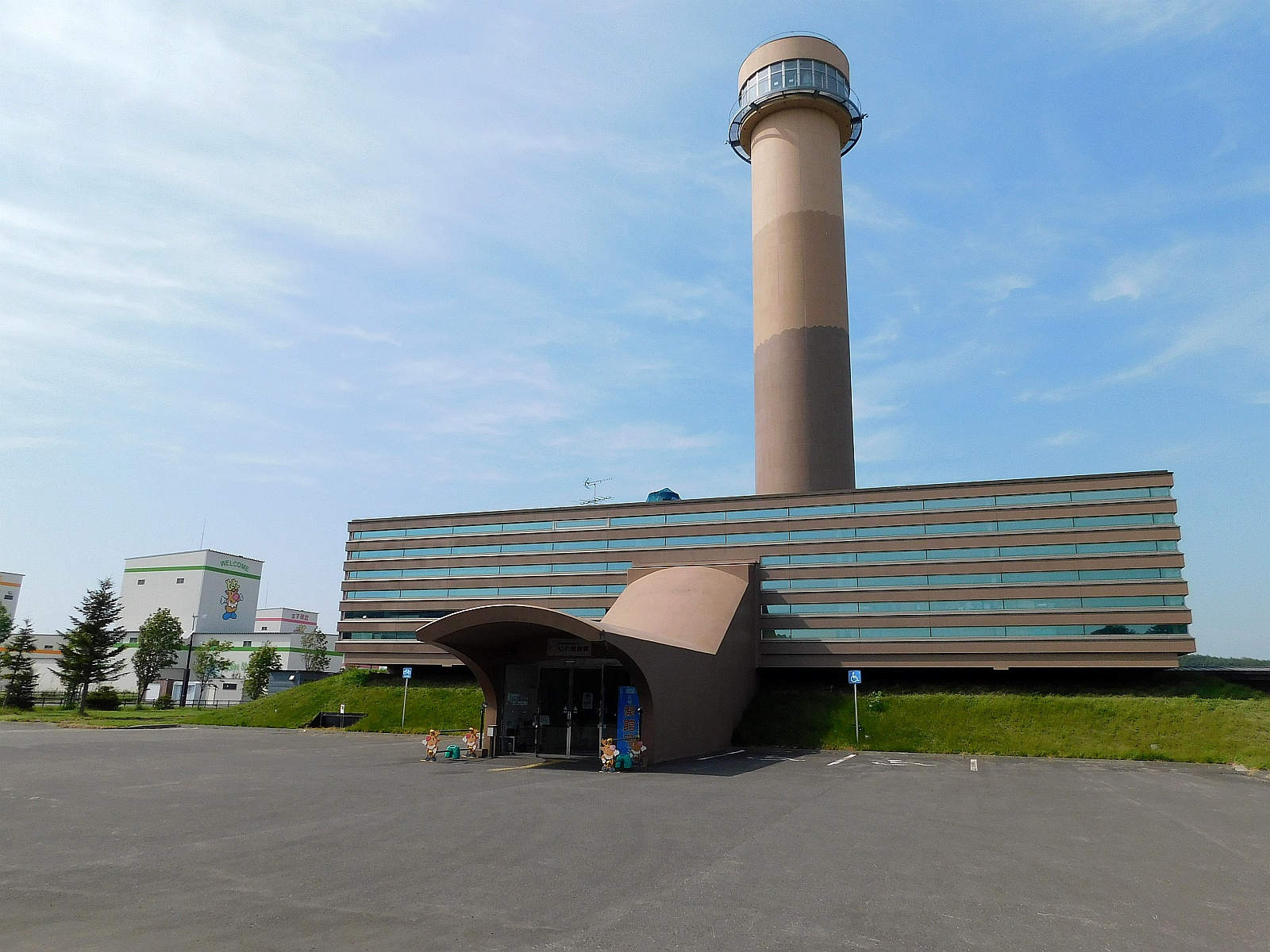
ゆめ地創館外観。展望タワーの外壁は、地下の勇知層、声問層及び稚内層をイメージした3色で塗装

ゆめ地創館（ゆめちそうかん）は、地上施設内に設置された幌延深地層研究センターの広報施設である。1階および地下階には、当センターで行われている研究内容の紹介や、地下施設の様子をライブ映像で見ることができる「リアルタイムモニタ」、地下施設の模型などが展示されている。また、全高50mの塔にある地上45ｍに設置された展望階からは、施設の全景を見ることができる。地下階からは、連絡通路によって後述の地層処分実規模試験施設と繋がっており、あわせて見学することが可能である。
開館時間は午前9時～午後4時であり、入館は無料である。毎週月曜日および年末年始（12/29～1/3）は休館となっている。
ゆめ地創館は、2007年6月30日に開館し、累計来館者数は同年12月に1万人、2009年9月に3万人、2017年8月に10万人に達した。民主党政権時には、同党の行政改革調査会などが事業見直しの提言を行なっていたが、機構と自治体との、放射性廃棄物を持ち込まない約束を確認する役割があり、廃止は困難であるとして、機構事業全般の紹介や原子力政策のPRを排し、地層処分研究の説明に特化した上で、当面存続する方針を2012年8月に固めた。

### 地下施設

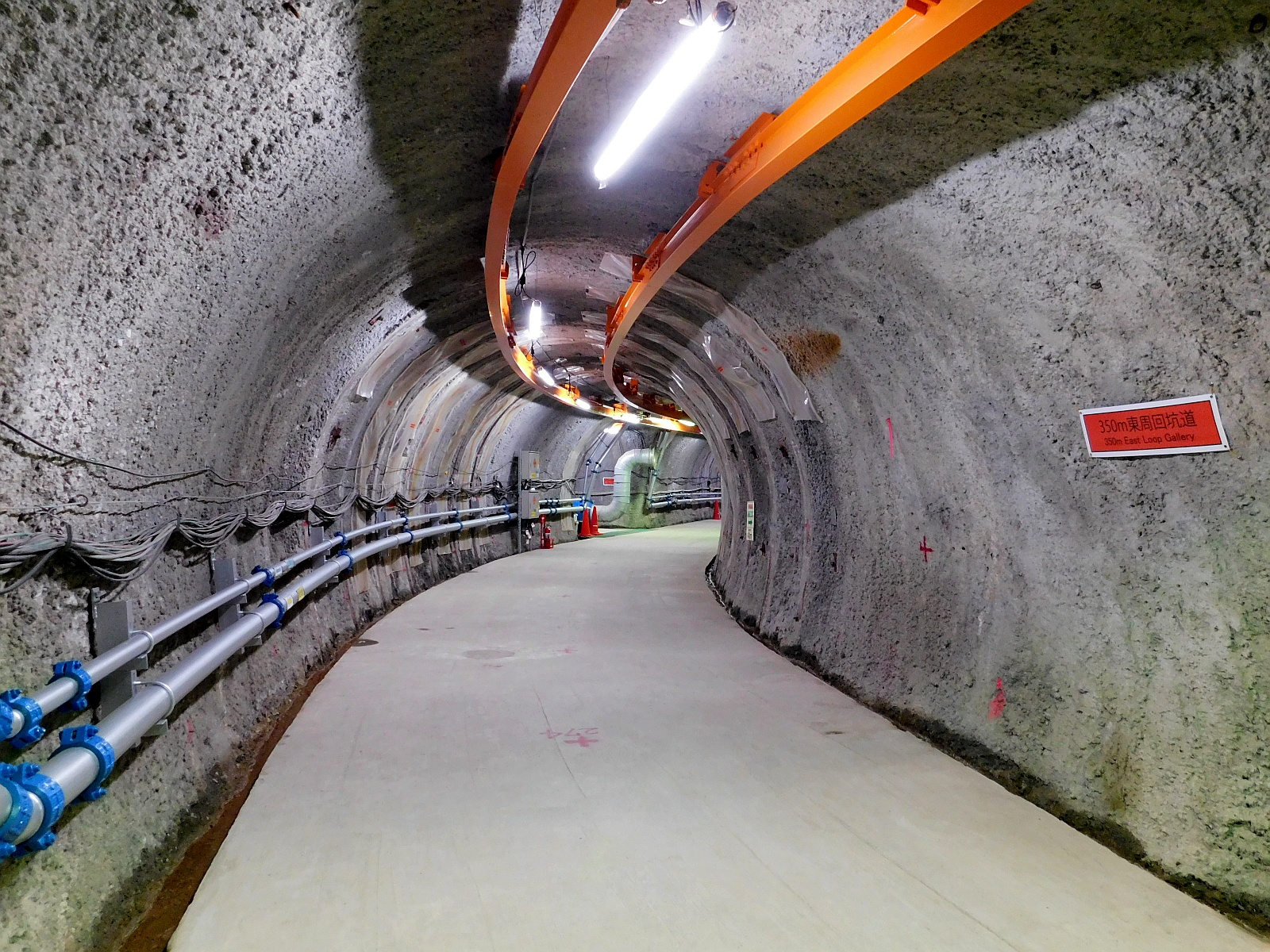
深度350m調査坑道の東周回坑道

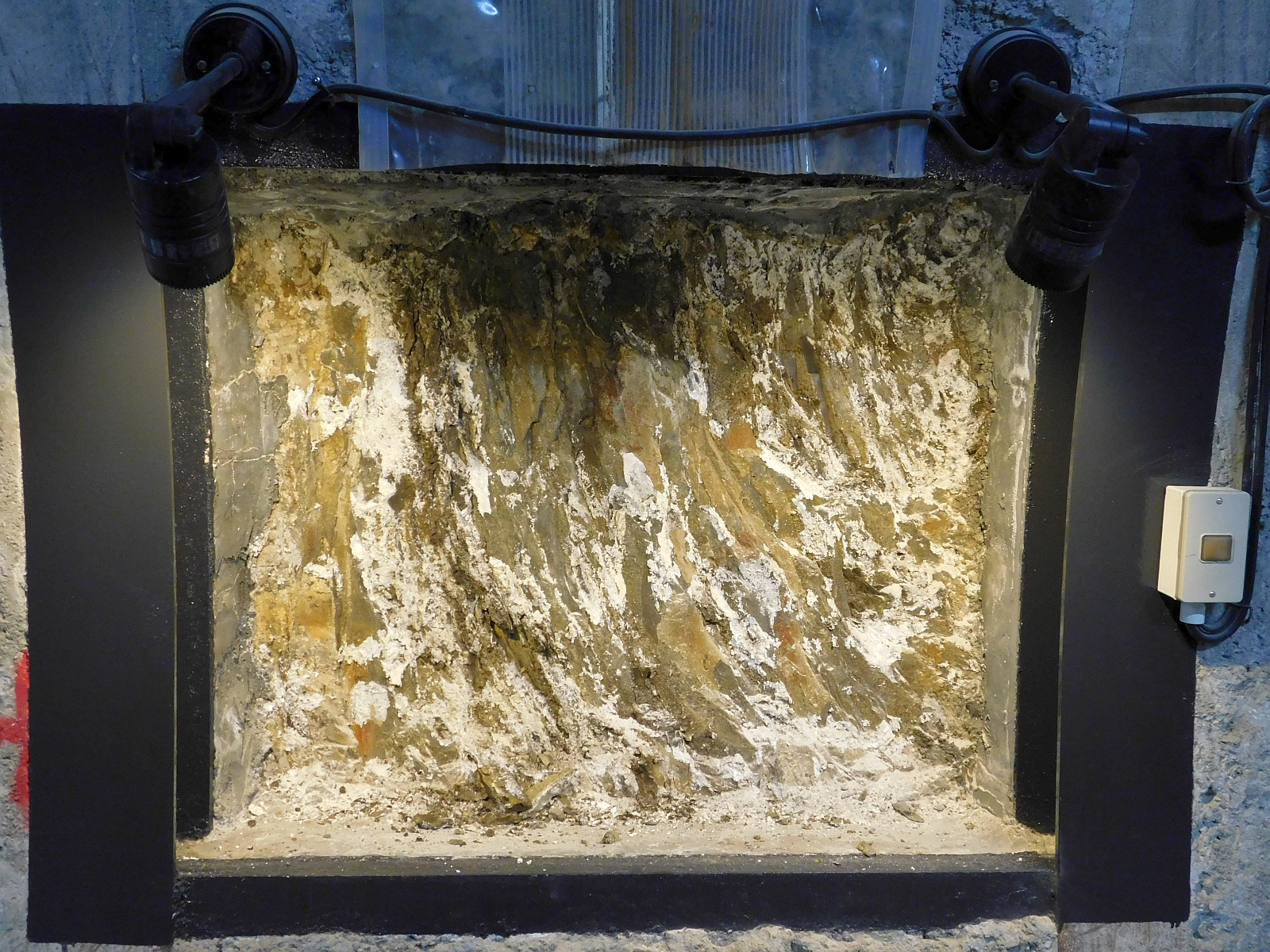
深度350m調査坑道に設けられた「幌延の窓」。約500～400万年前に海底に堆積した稚内層が見える

地下施設としては、東立坑、西立坑及び換気立坑の3本の立坑のほか、深度140m、250m及び350mの3本の水平坑道が調査坑道として整備されている。また、深度500ｍにおいても調査坑道を掘削する計画がある。
2022年8月現在、東立坑および換気立坑は深度380.0ｍ、西立坑は深度365.0ｍまで掘削されている。また、水平坑道の掘削長は、深度140m調査坑道が186.1m、深度250ｍ調査坑道が190.6ｍ、深度350ｍ調査坑道が757.1ｍとなっている。
深度350ｍの調査坑道は、西立坑と換気立坑を結ぶ「西周回坑道」、東立坑と西周回坑道を結ぶ「東周回坑道」、換気立坑と東立坑を結ぶ「東連絡坑道」、および西立坑と東連絡坑道を結ぶ「西連絡坑道」に分けられる。また、各調査坑道からは、5つの試験坑道のほか、一時避難所やポンプ座が分岐している。
地下施設についても、事前予約により見学をすることが可能である。見学は、5月～10月は火・木曜日、11～3月は木曜日に実施されるほか、5月～10月には毎月第4日曜日にも行われる。2022年時点での標準の見学コースは、ゆめ知創館から西立坑の入口までバスで移動後、人キブル（工事用エレベーター）で地下350ｍ調査坑道まで降下し、坑道内を見学するというものである。

### 掘削土置場
掘削土置場は、坑道の掘削により生じた掘削土（ズリ）を安全に保管するために設けられた屋外施設である。土壌汚染対策法の「遮水工封じ込め型」に準じた仕様となっており、最終的な規模は約23,000平方メートルが想定されている。地上施設・地下施設からはやや離れた、北海道道121号稚内幌延線を挟んだ南東側に位置している。

### 地層処分実規模試験施設
地層処分実規模試験施設（ちそうしょぶんじつきぼしけんしせつ）は、原子力環境整備促進・資金管理センターが資源エネルギー庁からの委託事業として運営する研究・広報施設。幌延深地層研究センターの広報施設「ゆめ知創館」の地下から本施設の1階へは、通路により連絡しており、一体的に運営されている。

#### 施設と展示内容
本施設では、地層処分への理解を深めるため、人工バリアと呼ばれる放射性物質の漏出防止設備の実物を実際の規模で設置し、一般に公開している。

#### 設置の背景
原子力発電環境整備機構が2002年に公募を開始した地層処分の「概要調査地区」への応募が得られていないことから、資源エネルギー庁の総合資源エネルギー調査会による「放射性廃棄物小委員会 報告書 中間とりまとめ」（2007年）において、「地層処分概念とその工学的な実現性や長期挙動までを実感・理解できる設備を整備」し、国民理解を促進を図るものとされた。

### 国際交流施設

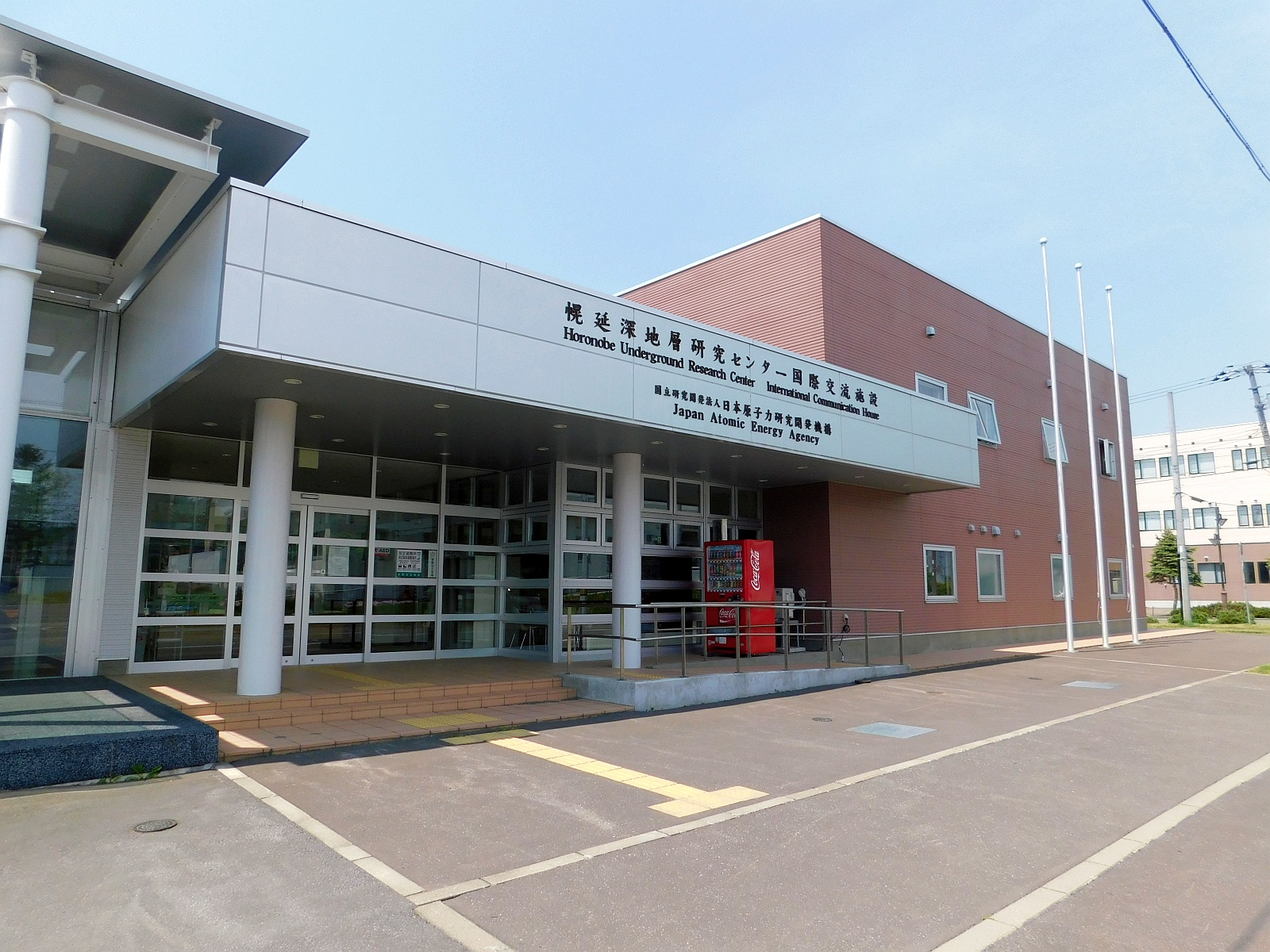
幌延町役場近くにある国際交流施設

幌延深地層研究センター 国際交流施設（ほろのべしんちそうけんきゅうセンター こくさいこうりゅうしせつ）は、北海道天塩郡幌延町宮園町にある、多目的ホールおよび会議室からなる交流施設。設置目的は「国内外の研究者の交流活動の拠点及び地域の皆様との交流の場と資すること」とされており、幌延深地層研究センターが運営している。同センターからは離れた、幌延町役場付近に位置している。
本施設では、幌延深地層研究センターが行う研究の説明会・報告会が行われるほか、一般利用も可能である。
2008年7月に建設工事を開始し、2009年10月に開館した。1階は多目的ホールであり、ステージ、客席、控室等が設置されている。客席は、電動移動式観覧席160席および折畳み式観覧席80席の、最大240席が利用可能である。2階には「会議室1」（24席）および「会議室2」（12席）の2つの会議室があり、両者は間仕切りを取り払うことで一体的に使用することもできる。

## 研究

### 研究概要
本施設では、堆積岩を対象に、主に「地層科学研究」と「地層処分研究開発」の2分野の研究が行われている。

#### 地層科学研究
地層科学研究では、地下深部の地層・地下水の状況を把握することや、その過程において地層・地下水の調査技術を開発することを目標としている。
この研究は主に「地質環境調査技術開発」「深地層における工学的技術の基礎の開発」「地質環境の長期安定性に関する研究」の3つの内容に分けられる。

#### 地層処分研究開発
地層処分研究開発では、地層処分場の建設技術、放射性廃棄物の定置技術、地層処分の安全性評価手法の、実際の地層・地下水への適用を目標としている。
地層処分は数万年～10万年を超える期間の保管を要するが、極度に未来のことで予測が困難であるため、過去に遡って変化を調査し、未来を予測する。このような手法を「ナチュラルアナログ研究」と呼ぶ。本施設では、200万年前までの地層の研究が行われている。

### 研究計画
開所当初の計画では、調査研究の期間は20年程度と設定されていたが、その後2028年度までの研究継続が発表され、自治体側にも承認されている。研究計画は第1段階「地上からの調査研究」、第2段階「坑道掘削時の調査研究」、第3段階「地下施設での調査研究」の3つの段階に分けられている。
掘削により生じた残土は敷地内及び近隣の専用保管施設に保管され、試験終了後は埋め戻される。

### 他機関との関係
日本国内にあるJAEAの地層処分技術に関連する研究施設としては、ほかに茨城県東海村の核燃料サイクル工学研究所内にある地層処分基盤研究施設 (ENTRY) および地層処分放射化学研究施設 (QUALITY) がある。また、岐阜県瑞浪市の東濃地科学センターにも瑞浪超深地層研究所が設置されていたが、すでに研究を終了し、2022年1月までに坑道の埋め戻しおよび地上設備の撤去が完了している。
瑞浪は花崗岩質の硬い地層であるのに対し、幌延は堆積岩質の比較的軟らかい地質となっている。地下水系は、天水系・塩水系と呼ばれるうち、塩分を含む後者が湧出する。幌延・瑞浪とも放射性廃棄物を持ち込むことはできないため非放射性同位体を用いた研究を行っており、2014年度からは約100℃の熱源を入れた実物大容器を埋没し、容器の腐食などを調査する予定。なお実際に放射性物質を持ち込んだ研究は東海村で行われている。
同施設の研究分野は地球科学の広範に及ぶものであり、埼玉大学、静岡大学、山口大学、京都大学、北海道大学、サンディア国立研究所などと連携した研究を行っている。

## 沿革

### 幌延町への放射性廃棄物貯蔵施設の誘致
1980年ごろ、幌延町長及び町議会は札幌市の皮革なめし工場の誘致を試みた。同じころ、原子力船むつの母港の誘致も行ったが、いずれも成功には至らなかった。1981年2月、泊発電所に次ぐ道内二か所目の原子力発電所を誘致すべく、町費を投じてボーリング調査をしたが、沿岸の浜里地区の地盤は脆弱で、立地には不適であった。1981年夏、上山利勝町議会議長（後の町長）と旧知の仲だった中川一郎科学技術庁長官から、南太平洋諸国の反対により頓挫した海洋投入に代わる放射性廃棄物施設の誘致話を持ちかけられた。3000トン級の港湾を整備し、町営倉庫の保管料と電源三法交付金が町の歳入となるというものであった。1982年2月25日の毎日新聞のスクープ記事により動燃による低レベル廃棄物施設計画が公知となると、町内の商工業者は誘致期成会を結成。近隣の浜頓別町と東利尻町（現：利尻富士町）の議会は反対の決議を採択するなどの反応を見せた。
1983年1月の中川の死去、同年4月の北海道知事選挙で誘致に否定的な横路孝弘の当選、長崎県的山大島や鹿児島県馬毛島など他の候補地が現れたことなどにより、幌延の誘致計画は白紙に戻るかに見られた。しかし、1984年4月21日、共同通信は高レベル廃棄物のガラス固化体貯蔵施設の計画を報じた。これら地層処分技術を確立するための研究開発と、高レベル放射性廃棄物等の貯蔵等を行う貯蔵工学センターの構想について、同年7月には幌延町議会が誘致を決議したが、中川町議会では誘致反対の決議を採択するなど、一部の周辺町村は反対の動きを強めた。翌1985年から1987年にかけて現地調査が行われ、1988年4月に調査結果が公表されたものの、1990年7月には北海道議会で貯蔵工学センター設置反対が決議された。その一方で、1994年6月24日に公表された原子力委員会の「原子力の研究、開発及び利用に関する長期計画」では、「動力炉・核燃料開発事業団が北海道幌延町で計画している貯蔵工学センターについては、地元及び北海道の理解と協力を得てその推進を図っていきます」と記載された。

### 深地層研究施設への計画転換
1998年2月26日、政府は北海道に対し、貯蔵工学センター計画を白紙にしたうえで、深地層研究に特化した施設を新たに申し入れた。同年12月18日には科学技術庁及び核燃料サイクル開発機構（現・日本原子力研究開発機構）から北海道に対し、放射性廃棄物を持ち込んだり使用しないことや、中間貯蔵施設を町内に設置することは将来にわたってないことが回答され、併せて深地層の研究に関する申入れがなされた。
深地層研究計画が放射性廃棄物の中間貯蔵や処分場につながらないということが明確にされたことから、北海道は1999年1月から翌2000年3月にかけて深地層研究所計画検討委員会及び深地層研究所計画懇談会で議論し、同年6月に「幌延町における深地層研究所（仮称）計画に対する基本的な考え方」を公表した。これを受けて、同年10月24日、北海道は「北海道における特定放射性廃棄物に関する条例」を制定。特定放射性廃棄物の試験研究の必要性と、廃棄物の受け入れが困難である旨を定めたものであるが、事実上受け入れ表明と引き換えとなった。同年11月16日に、北海道、幌延町及び核燃料サイクル開発機構の3者で「幌延町における深地層の研究に関する協定書」を締結し、12月8日には「幌延町における深地層の研究に関する協定書に係る確認書」を結んでいる。

### 開所と研究所建設地区の選定
2001年3月、核燃料サイクル開発機構は北海道と幌延町に深地層研究計画を説明、同年4月に幌延深地層研究センターが開所した。ヘリコプターによる調査や地上調査ののち、同年10月よりボーリング調査を開始。2002年5月に深地層研究が発電用施設周辺施設整備法第2条施設に加えられた。幌延町北進地区と、同町上幌延地区の候補地のうち、ガスの湧出や道路事情などを考慮し、同年7月に北進地区が選定された。2003年3月に用地を取得。2005年4月に地上施設、同11月に地下施設とPR施設を着工した。2007年6月にはPR施設「ゆめ地創館」がオープンした。2009年10月には幌延町役場近くに国際交流施設が開館した。

### 調査研究開始後
調査研究は次の3段階に分けて進められている。
- 地上からの調査研究段階（第1段階）
- 坑道掘削（地下施設建設）時の調査研究段階（第2段階）
- 地下施設での調査研究段階（第3段階）

1998年10月に核燃料サイクル開発機構から提示された深地層研究所（仮称）計画では、おおむね6～7年目までに第1段階を、おおむね11～13年目までに第2段階を行い、おおむね19～20年目までに第3段階を行うこととされていた。
2001年から始まった地上からの調査研究（第1段階）は2005年度に終了し、2007年3月までに取りまとめが行われた。
2005年11月の換気立坑の掘削から始まった地下施設建設に併せ、第2段階の調査研究も開始された。2006年9月には東立坑が、2011年3月には西立坑がそれぞれ着工された。換気立坑と東立坑を先行させ、その後、深度140m、250m及び350mの調査坑道を水平展開し、最後に西立坑が掘削される形となった。2009年7月に深度140m、2011年5月に深度250m、2014年1月に深度350mの各調査坑道の掘削が終了した。深度350m調査坑道の掘削終了と前後して3本の立坑の掘削を再開させ、昇降式吊り足場（スカフォード）等が整備された。2014年2月から4月にかけて立坑の掘削が終了し、深度350m調査坑道の整備も同年6月までに完了した。この間、最も掘削の進捗が早かった期間を見ると、立坑では月進43m、深度350m調査坑道では月進64mとなっている。これらの坑道の掘削と並行して得られた地質環境に関する情報は、2017年3月に取りまとめられた。
2010年7月には、地下施設での調査研究段階の計画が公表され、2020年現在も調査研究が行われている。

### 2020年以降の研究計画について
1998年の計画では、調査研究に係る期間を20年間程度としていた。2014年9月18日に原子力機構が北海道に示した資料では、「研究終了までの工程やその後の埋め戻しについては、第3期中期計画期間中（平成27年～平成31年度）に決定する」こととされ、2015年4月に認可された第3期中期計画でも、「平成31年度末までに研究終了までの工程やその後の埋戻しについて決定する」とされた。
しかし、2019年8月2日、原子力機構は1998年の3者協定に基づき「令和2年度以降の幌延深地層研究計画（案）」を北海道と幌延町に提出し、研究期間等の変更協議を提起した。それによると、2021年度までの第3期中期目標期間および2022年度から2028年度までの第4期中期目標期間に、人工バリアの適用性確認、処分概念オプションの実証及び地殻変動に対する堆積岩の緩衝能力の検証といった研究課題に取組むとした一方で、埋戻しの具体的な工程は、「国内外の技術動向を踏まえて、地層処分の技術基盤の整備の完了が確認できれば」示すこととされた。これに対し北海道新聞が「約束違反だ」とする社説を掲載するなど反発は大きく、1998年の3者協定に基づく確認会議が同年9月から11月まで5回にわたって開催され、同年12月6日には、鈴木知事、野々村町長、児玉理事長による会談が行われた。この会談で、研究期間が2028年度までであると示されたこと等を踏まえ、12月9日には幌延町が3者協定の順守を前提に計画案の受入れを表明し、翌2020年1月24日には北海道も、3者協定に則った研究の実施や、確認会議を毎年度開催して状況報告すること、積極的な情報公開等を申入れたうえで、計画案を受入れることを回答をした。